# Filip Wassenarski-Duvenvoordski
Filip Wassenarski, imenovan van Duvenvoirde (omenjen od 1215 – 1248 ) je bil potomec stare plemiške viteške rodbine gospodov Wassenarskih.
Bil je mlajši sin Filipa Wassenarskega, viteza (omenjenega 1200–1223), prednika rodbine Wassenarskih. Glede na listino iz leta 1226 je Filipu njegov starejši brat Dirk podelil Duvenvoirde kot dedni fevd. Je prednik veje Wassenarski-Duvenvoirdski.
Bil je poročen s F(lorentino?) hčerko gospoda Arentsa iz Rijswijka. Iz tega zakona so znani naslednji otroci:
- gospod Arent I. Duvenvoirdski (omenjen 1248-1268), vitez, poročen z (Mahteld) Krajenhorstsko, hčerko gospoda Waouterja
- Jan Duvenvoirdski (omenjen 1226-1248), prednik izumrle veje Polanensko Bredskih

## Zunanja povezava
- Grad Duivenvoorde: Resident History Pridobljeno 31. decembra 2015